# Ludwik Karol Dąmbski
Ludwik Karol Dąmbski herbu Godziemba (ur. 1731, zm. 27 lutego 1783 w Graboszewie) – wojewoda brzeskokujawski.

## Rodzina
Urodził się jako syn Kazimierza Józefa, wojewody sieradzkiego i Jadwigi Dąmbskiej, córki Wojciecha, marszałka nadwornego koronnego. Miał pięcioro rodzeństwa: Jana Chrzciciela (1730–1812) – generała, kasztelana konarsko-kujawskiego, kowalskiego, inowrocławskiego i brzeskokujawskiego; Jana Nepomucena, Karolinę Katarzynę i Karola (zm. 1787). Poślubił Mariannę Sapiehę, córkę Jerzego Felicjana Sapiehy (zm. 1750), wojewody mścisławskiego. Była ona wdową po Ignacym Koźmińskim, staroście weselowskim. Z żoną rozwiódł się, nie mając dzieci.

## Pełnione urzędy
Początkowo pełnił obowiązki podkomorzego dworu królewskiego od 1751 roku, następnie chorążego brzeskokujawskiego od 1755 i generała-majora wojsk Wielkiego Księstwa Litewskiego. Był starostą inowrocławskim, pokrzywnickim i gniewkowskim. W latach 1770–1783 pełnił urząd wojewody brzeskokujawskiego.
W 1764 roku był elektorem Stanisława Augusta Poniatowskiego z województwa inowrocławskiego.

## Odznaczenia
Został odznaczony Orderem Świętego Aleksandra Newskiego 1766, bawarskim Orderem Św. Michała 1772 i Orderem Orła Białego 1774.